# Rebecca Clarke
Rebecca Clarke (Harrow, 27 agosto 1886 – New York, 13 ottobre 1979) è stata una violista e compositrice inglese.
Nata ad Harrow, ha studiato alla Royal Academy of Music e al Royal College of Music, divenendo una tra le prime donne orchestrali di professione. Rimasta bloccata negli Stati Uniti allo scoppio della seconda guerra mondiale, si è stabilita a New York, dove ha sposato il pianista e compositore James Friskin nel 1944. È morta nella sua casa a New York, all'età di 93 anni.
È stata un'abile compositrice, sebbene abbia scritto poco, in parte a causa delle sue idee a proposito dei ruoli di genere nella composizione. Molte delle sue opere sono state pubblicate a partire dalla fine del Novecento o non sono state ancora pubblicate, cadendo nell'oblio quando Clarke ha cessato la sua attività di compositrice. L'interesse per le sue composizioni è rinato nel 1976 e nel 2000 è stata fondata l'associazione The Rebecca Clarke Society, che sostiene lo studio della sua musica.

## Biografia

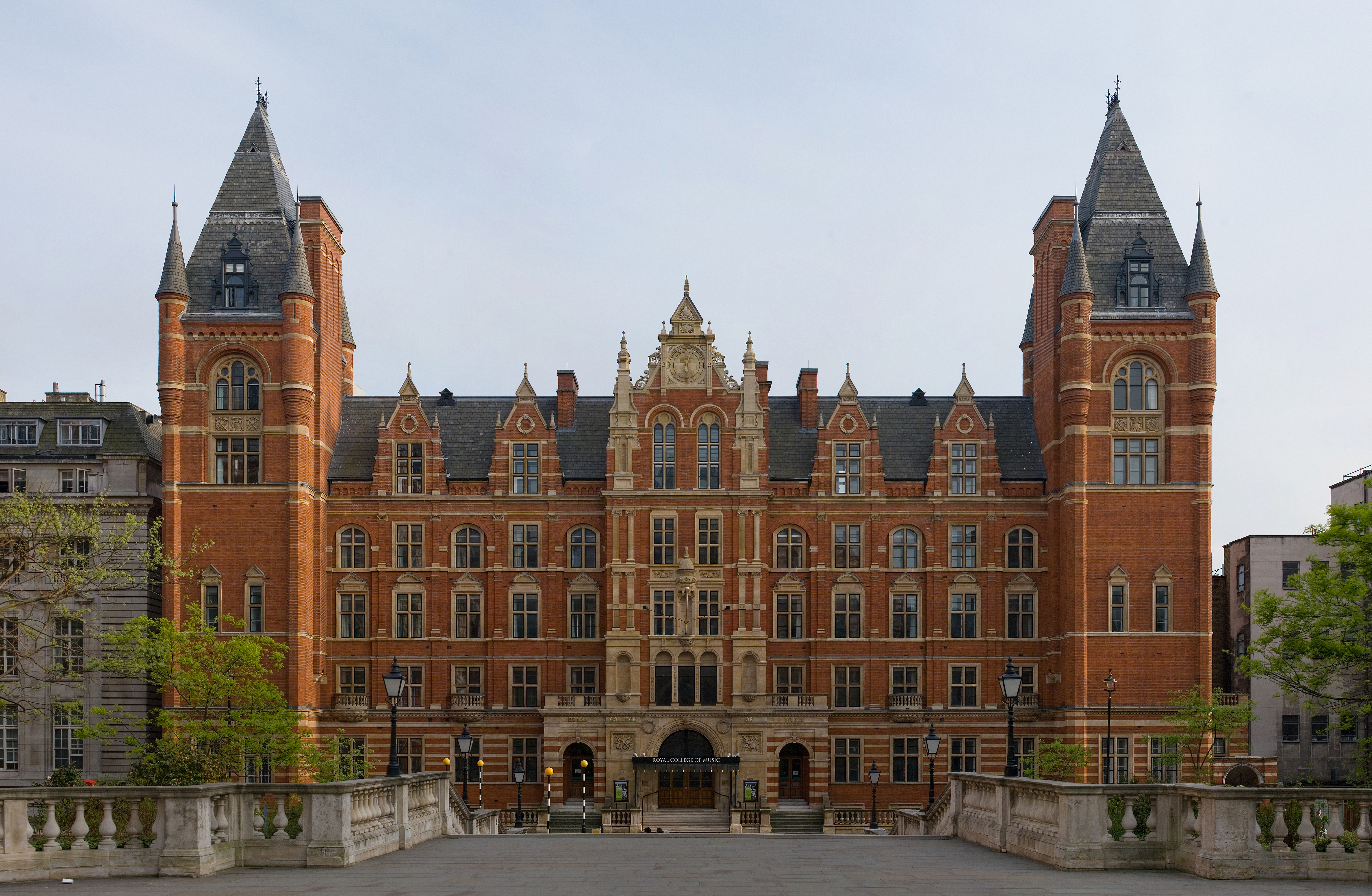
Il Royal College of Music (Londra), dove Rebecca Clarke ha studiato dal 1907 al 1910.

Rebecca Clarke è nata nel borgo londinese di Harrow, figlia di Joseph Thacher Clarke, americano, e Agnes Paulina Marie Amalie Helferich, tedesca. Suo padre si interessava di musica e Rebecca ha cominciato a suonare il violino all'età di nove anni. Ha iniziato i suoi studi presso la Royal Academy of Music nel 1903, ma suo padre l'ha ritirata dall'istituto nel 1905 su indicazione del suo insegnante, Percy Hilder Miles. Si è recata per la prima volta negli Stati Uniti poco dopo aver lasciato la Royal Academy. Ha frequentato il Royal College of Music dal 1907 al 1910, diventando una delle prime donne a studiare composizione con Charles Villiers Stanford. Su indicazione di questi, è passata allo studio della viola, nel periodo in cui questo strumento cominciava ad acquisire una certa dignità solistica. Ha studiato con Lionel Tertis, uno dei più grandi violisti dell'epoca. Nel 1910, assieme ad altri studenti colleghi del Royal College, ha messo in musica una poesia cinese, sotto il titolo di Tears (in inglese: lacrime). Ha anche cantato in un ensemble di studenti, sotto la direzione di Ralph Vaughan Williams, eseguendo musiche di Palestrina.
A seguito delle critiche mosse al padre per le sue relazioni extra-coniugali, questi l'ha allontanata da casa e ha cessato di sostenerla economicamente. Rebecca ha lasciato il Royal College nel 1910, mantenendosi tramite la sua attività di violista. Nel 1912 è stata selezionata da Henry Wood per entrare nella Queen's Hall Orchestra, divenendo una delle prime donne a svolgere la professione di orchestrale. Nel 1916 si è trasferita negli Stati Uniti, continuando a lavorare in orchestra.

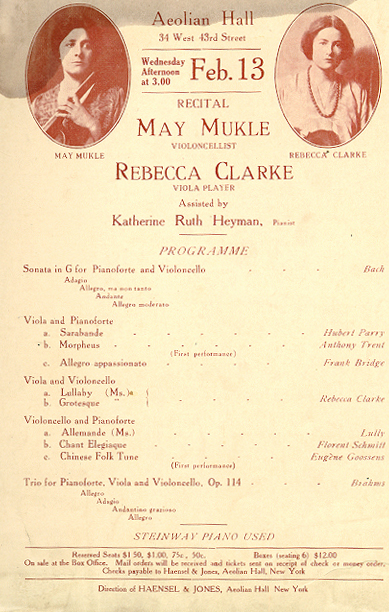
La locandina con il programma del recital del 1918, con composizioni di Rebecca Clarke. Il suo duo Morpheus è attribuito al suo pseudonimo "Anthony Trent".

In un recital tenuto insieme alla violoncellista May Muklé a New York, nel 1918, Rebecca Clarke ha eseguito per la prima volta Morpheus, una sua breve composizione per viola e pianoforte dal carattere lirico. Il brano era firmato sotto lo pseudonimo di "Anthony Trent", e la critica ha elogiato lo sconosciuto compositore, ignorando invece le altre composizioni della Clarke eseguite nello stesso recital e firmate a proprio nome dalla compositrice. L'anno successivo ha partecipato ad un concorso sponsorizzato da Elizabeth Sprague Coolidge, vicina della Clarke e mecenate, sottoponendo la sua sonata per viola. Vi erano 72 partecipanti al concorso e Clarke, con la sua sonata, contendeva il primo premio a Ernest Bloch. Il vincitore finale fu Bloch e i cronisti avanzavano congetture sul fatto che "Rebecca Clarke" fosse uno pseudonimo dello stesso Bloch o che comunque la sonata non fosse stata scritta dalla Clarke, in quanto era ritenuto inconcepibile che una donna componesse lavori di simile rilievo. La composizione ha riscosso un discreto successo ed è stata eseguita per la prima volta al festival musicale del Berkshire nel 1919. Nel 1921 Rebecca Clarke ha riscosso ancora un notevole apprezzamento al concorso organizzato dalla Coolidge, presentando un trio con pianoforte, ma ancora una volta non è riuscita ad ottenere la vittoria. Ha successivamente pubblicato una rapsodia per violoncello e pianoforte (1923) su commissione della Coolidge, divenendo l'unica donna ad ottenere l'appoggio della mecenate. Queste tre composizioni rappresentano l'apice della sua carriera compositiva.
Clarke ha iniziato una carriera solistica e cameristica a Londra nel 1924, dopo aver completato una tournée mondiale nel 1922-23. Nel 1927 ha partecipato alla formazione dell'English Ensemble, un quartetto con pianoforte formato da lei, Marjorie Hayward, Kathleen Long e May Mukle. Clarke ha anche inciso diverse registrazioni negli anni venti e trenta e ha partecipato ad una trasmissione musicale della BBC. In questo periodo la sua produzione compositiva è sensibilmente diminuita. Nel 1931 ha partecipato con l'English Ensemble all'Esposizione coloniale di Parigi del 1931. Tra il 1927 e il 1933 ha avuto una relazione sentimentale con il baritono inglese John Goss, che era più giovane di lei di otto anni e all'epoca era sposato. Lui ha eseguito per la prima volta molte delle sue musiche vocali, due delle quali erano state a lui dedicate (June Twilight e The Seal Man). Tiger, Tiger, composta al tramonto della loro relazione, è stata la sua ultima composizione per voce solista fino agli anni quaranta.

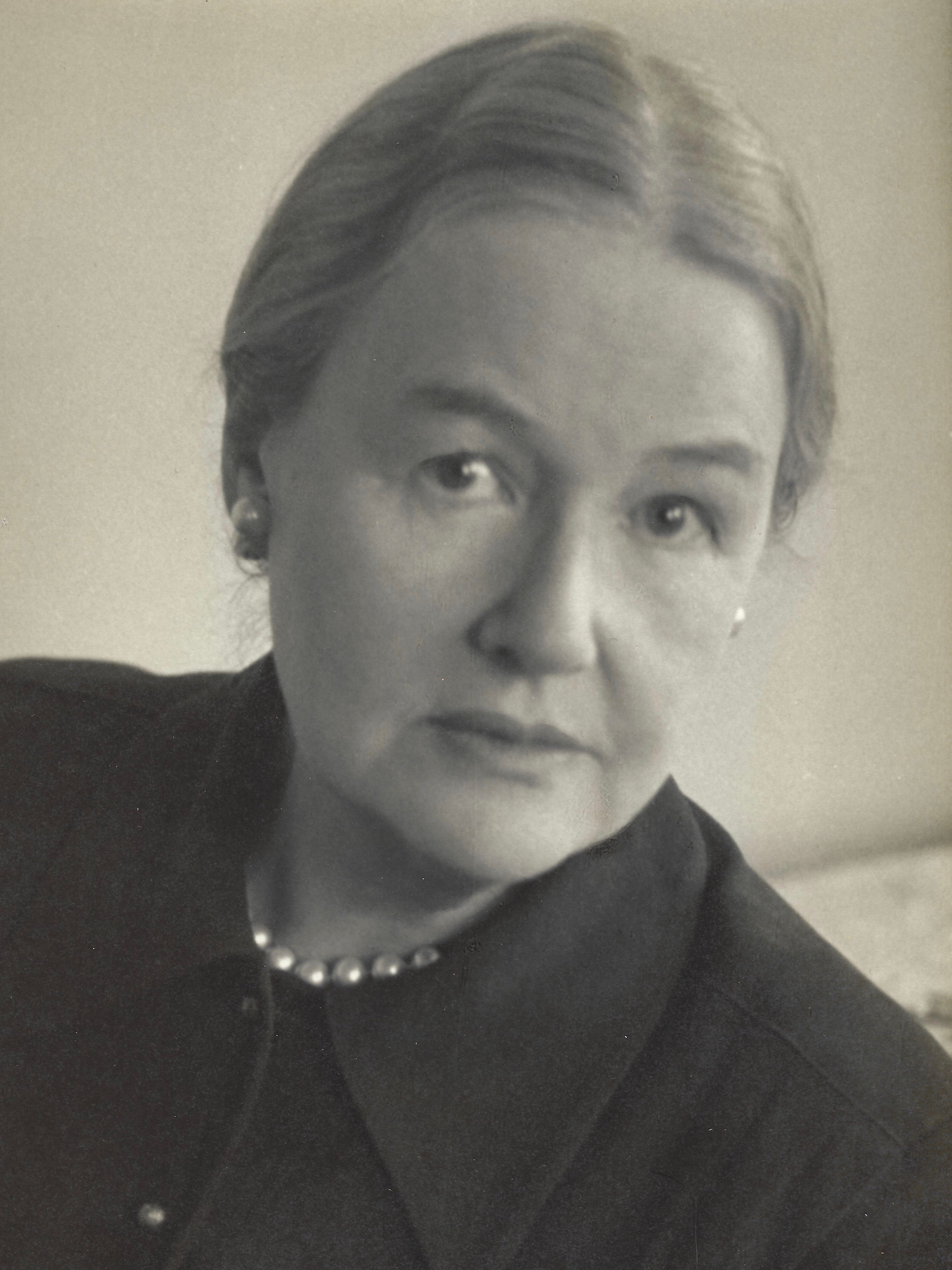
Rebecca Clarke.

Allo scoppio della seconda guerra mondiale Rebecca Clarke si trovava negli Stati Uniti, in visita ai suoi due fratelli, e non è riuscita ad ottenere un visto per il ritorno in patria. Ha vissuto per un periodo con le loro famiglie, trovando poi lavoro come governante per una famiglia del Connecticut nel 1942. Ha composto 10 pezzi tra il 1939 e il 1942, tra i quali la sua Passacaglia on an Old English Tune (passacaglia su un antico motivo inglese). Nel 1944, in una strada di Manhattan, ha casualmente incontrato James Friskin, compositore, pianista concertista e membro fondatore della Juilliard School. I due già si conoscevano, in quanto Friskin era un suo ex collega insieme al quale aveva studiato al Royal College of Music, e si sono poi sposati nel settembre dello stesso anno, quando entrambi avevano da tempo superato i cinquant'anni. Secondo la musicologa Liane Curtis, Friskin era "un uomo che le dava un profondo senso di soddisfazione ed equilibrio".
Le composizioni della maturità di Rebecca Clarke sono state poco numerose, in parte a causa della mancanza di stima e incoraggiamento ricevuti per la sua attività compositiva, talvolta vero e proprio scoraggiamento esplicito. La Clarke ha infatti sofferto di distimia, una forma cronica di depressione. Ella inoltre non si considerava in grado di conciliare la sua vita privata con l'attività compositiva:
Dopo il matrimonio ha smesso di comporre, nonostante l'incoraggiamento che il marito le esprimeva, e ha smesso di suonare, ma ha continuato a scrivere arrangiamenti fino a poco prima della sua morte.
Clarke ha venduto lo Stradivari ricevuto in eredità dal suo insegnante, usando il ricavato per istituire il premio violoncellistico May Muklé alla Royal Academy. Tale riconoscimento è tuttora attribuito con cadenza annuale. Alla morte del marito nel 1967, ha iniziato a scrivere delle memorie intitolate I Had a Father Too (or the Mustard Spoon), che ha poi completato nel 1973 senza mai pubblicarle. In esse, descrive la sua gioventù, segnata da frequenti punizioni paterne e relazioni familiari cariche di tensione, che hanno influenzato la sua futura esistenza.
Rebecca Clarke è morta nel 1979, presso la sua casa a New York all'età di 93 anni. Le sue spoglie sono state cremate.

## Musica

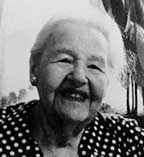
Rebecca Clarke nel 1976, anno del suo novantesimo compleanno e della riscoperta della sua musica.

Rebecca Clarke è stata descritta come una tra i più importanti compositori britannici nel periodo tra la prima e la seconda guerra mondiale, mentre Stephen Banfield la indica come la donna compositrice che più si è distinta nella generazione fra i due conflitti, anche se le sue composizioni della maturità sono state poco numerose. Ha scritto complessivamente quasi un centinaio di composizioni, tra cui 52 canzoni, 11 composizioni corali, 21 pezzi da camera, il trio con pianoforte e la sonata per viola; non ha composto nessun lavoro di ampia portata, come una sinfonia. Tuttavia, solo venti delle sue composizioni sono state pubblicate quando era in vita. La sua musica è stata dimenticata per un lungo periodo, tornando al centro di una certa attenzione nel 1976, a seguito di una trasmissione radiofonica dedicata al suo novantesimo compleanno. Oltre metà delle sue composizioni non è stata pubblicata ed è rimasta in possesso dei suoi eredi, come la maggior parte dei suoi scritti, fino all'inizio degli anni duemila, quando molte sue composizioni sono state pubblicate e registrate, tra i quali Morpheus e due dei suoi quartetti per archi (2002).
Buona parte della musica di Rebecca Clarke ha in organico la viola, il suo strumento. Molta di essa era pensata per sé stessa e per i suoi ensemble da camera formati interamente da donne, come il quartetto Norah Clench, l'English Ensemble e le Aranyi Sisters. Ha effettuato delle tournée mondiali, soprattutto insieme alla violoncellista May Muklé. Le sue composizioni hanno subito l'influenza di diverse correnti del XX secolo. Clarke conosceva molti dei principali compositori dell'epoca, tra i quali Ernest Bloch e Maurice Ravel, e le sue composizioni sono state comparate con i loro lavori.
Il duo Morpheus, composto nel 1918, è stato il suo primo lavoro di una certa dimensione, dopo un decennio dedicato a canzoni e miniature. È stata evidenziata spesso una relazione tra la musica di Clarke e l'impressionismo di Debussy, soprattutto per il forte carattere e le armonie all'avanguardia. La sonata per viola (pubblicata lo stesso anno della sonata di Bloch e delle prime sonate di Hindemith) ne è un esempio, con il tema iniziale pentatonico, il carattere intenso, le dense armonie e i pattern ritmici complessi. Questa sonata si è guadagnata un posto di rispetto nel repertorio violistico. La rapsodia scritta sotto il patronato della Coolidge è la sua composizione più ambiziosa: dura circa 23 minuti e contiene idee musicali abbastanza complesse e tonalità ambigue, che contribuiscono a rendere variabile l'umore del brano. In contrasto, Midsummer Moon (Luna di mezza estate), scritta nell'anno seguente, è una luminosa miniatura.
Oltre alla sua musica da camera per archi, Clarke ha scritto molti Lieder. Quasi tutti i suoi primi Lieder erano per voce e pianoforte. Tiger, Tiger, scritta nel 1933, è una versione musicale della poesia di William Blake The Tyger. Ha un carattere scuro e cupo, quasi espressionista. Ha lavorato su essa nei cinque anni durante la sua tumultuosa relazione con John Goss, revisionandola poi nel 1972. Buona parte dei suoi Lieder sono invece di natura più leggera. Le sue ultime composizioni sono "romanze da salotto", basate principalmente di testi classici di William Butler Yeats, John Masefield e Alfred Edward Housman.
Tra il 1939 e il 1942, l'ultimo periodo prima della fine della sua attività compositiva, la sua produzione è segnata dalla transizione verso uno stile più chiaro e contrappuntistico, con enfasi su elementi motivici e strutture tonali, caratteristiche del neoclassicismo. Dumka, un trio per violino, viola e pianoforte del 1941, riflette lo stile della musica tradizionale dell'Europa dell'est impiegato da Béla Bartók e Bohuslav Martinů. La Passacaglia on an Old English Tune (passacaglia su un antico motivo inglese), anch'essa del 1941 ed eseguita per la prima volta dalla stessa Clarke, è basata su un tema attribuito a Thomas Tallis, che compare in tutta la composizione. Il pezzo è modale, principalmente dorico con qualche incursione nel meno comune modo frigio. La composizione è dedicata a "BB", probabilmente sua nipote Magdalen. Alcuni studiosi ritengono che possa essere invece una dedica a Benjamin Britten, che ha organizzato un concerto per commemorare la morte di Frank Bridge, amico della Clarke. Prelude, Allegro, and Pastorale, anch'esso del 1941, è un'altra composizione di influenza neoclassica, per clarinetto e viola (scritta originariamente per suo fratello e sua cognata).

### Accoglienza
L'accoglienza moderna dei lavori di Rebecca Clarke è stata abbastanza positiva. La sua sonata per viola viene definita, in una recensione del 1981, una composizione ben ponderata e ben costruita di una compositrice relativamente sconosciuta e una recensione del 1985 sottolinea la sua intensità emotiva e l'uso di colori scuri. Andrew Achenbach, in una sua recensione di una registrazione di diversi pezzi di Clarke, eseguiti da Helen Callus, definisce Morpheus come un pezzo "languoroso" e "che fa colpo". Laurence Vittes descrive Lullaby come estremamente dolce e tenero. Una recensione del 1987 afferma che "è impressionante che delle musiche così splendidamente scritte e profondamente toccanti siano rimaste nascoste all'oscuro per tutti questi anni".

## Rebecca Clarke Society
La Rebecca Clarke Society è stata fondata nel settembre del 2000 per promuovere l'esecuzione, lo studio e la conoscenza delle sue musiche. Fondata dalle musicologhe Liane Curtis e Jessie Ann Owens, ha sede nel Women's Studies Research Center della Brandeis University. Ha sostenuto registrazioni e studi delle sue musiche, incluse diverse prime esecuzioni mondiali assolute, registrazioni di materiale inedito e diverse pubblicazioni su riviste di settore.
L'associazione ha reso disponibili composizioni precedentemente inedite, come Binnorie, una canzone di dodici minuti basata su musica tradizionale celtica, scoperta nel 1997 ed eseguita per la prima volta nel 2001. Oltre 25 opere precedentemente sconosciute sono state pubblicate dopo la fondazione dell'associazione. Diverse composizioni cameristiche, tra le quali la rapsodia per violoncello e pianoforte e Cortège, la sua unica composizione per piano solo, sono state registrate per la prima volta nel 2000 dalla casa discografica Dutton. Nel 2002 l'associazione ha organizzato e sponsorizzato la prima esecuzione mondiale delle sonate per violino scritte nel 1907 e nel 1909.
Liane Curtis, presidente dell'associazione, ha pubblicato il libro A Rebecca Clarke Reader, edito dalla Indiana University Press nel 2004. Il libro è stato ritirato dalle stampe a seguito di un reclamo avanzato dal curatore delle proprietà di Rebecca Clarke, a causa della citazione di estratti dagli scritti inediti della Clarke. Il libro è stato successivamente ristampato dalla stessa associazione.